# Rue Lacordaire (Paris)
Pour les articles homonymes, voir Rue Lacordaire.
La rue Lacordaire est une rue du 15e arrondissement.

## Situation et accès
Située entre la rue de Javel et la rue Saint-Charles, elle croise la rue de la Convention ainsi que la rue des Cévennes.
Au no 37, elle donne accès à l'allée Irène-Némirovsky.
Depuis le 17 mai 2021, le sens de circulation a été en partie inversé, il va de la rue Saint-Charles à la rue des Cévennes

## Origine du nom
Elle tient son nom d'Henri Lacordaire (1802-1861), prédicateur dominicain français du XIXe siècle.

## Historique
Ancienne « rue Sainte-Marie » jusqu'en 1875, cette voie est classée et reçoit sa dénomination actuelle le 10 février 1875.
Après-guerre, Henri Calet la décrit comme une « petite rue, sale et morne, une rue de pauvre ».
La section comprise entre la rue Saint-Charles et la rue de Javel a formé la rue du Général-Estienne en 1957.

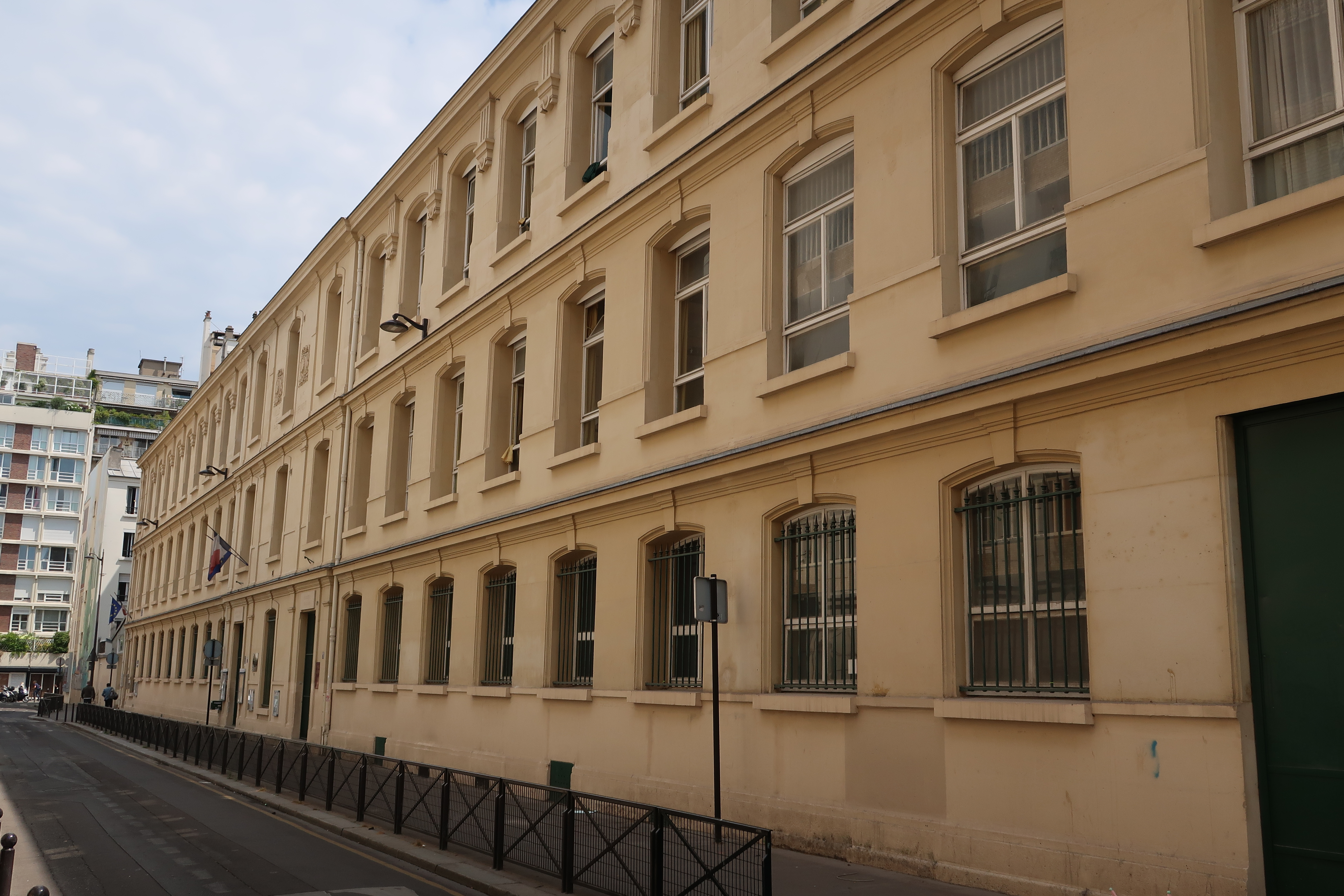
École élémentaire aux nos 7-11.

- Nos 7-11 : école élémentaire publique.
- No 50 : site Lacordaire du Cercle national des armées.